# Emmanuel Lewis (giocatore di football americano)
Emmanuel Lewis (Bakersfield, 12 gennaio 1988) è un ex giocatore di football americano e allenatore di football americano statunitense, che ha giocato come quarterback..